# Міст Максвелла

Міст Максвелла — різновид моста Вітстона, що застосовується для вимірювання невідомої величини індуктивності (зазвичай при малих значеннях добротності) через змінні значення активного опору і ємності.
Відповідно до позначень на малюнку вгорі, зазвичай {\displaystyle R_{1}} і {\displaystyle R_{4}} є відомими незмінними величинами, і {\displaystyle R_{2}} і {\displaystyle C_{2}} є відомими змінними величинами. В процесі вимірювання, {\displaystyle R_{2}} і {\displaystyle C_{2}} змінюються до тих пір, поки міст не стане збалансованим.
{\displaystyle R_{3}} і {\displaystyle L_{3}} тоді можуть бути визначені за формулами:
{\displaystyle R_{3}={R_{1}\cdot R_{4} \over R_{2}}}
{\displaystyle L_{3}=R_{1}\cdot R_{4}\cdot C_{2}}
Щоб уникнути складнощів, пов'язаних з точним визначенням значення змінної ємності, іноді в схему включають конденсатор з постійним значенням, і змінним роблять більше одного резистора.
Додаткова складність, яка виникає при використанні моста Максвелла, в порівнянні з більш простими видами вимірювальних мостів, виникає в тих обставинах, коли між вимірюваним навантаженням і відомими величинами компонентів моста виникає взаємна індуктивність, або електромагнітні наведення, що вносить похибки в результати вимірювання. Реактивний опір конденсатора в мосту прямо протилежний реактивному опору вимірюваної індуктивності, що дозволяє надійно визначати значення вимірюваної індуктивності і активного опору.